# Huteritas

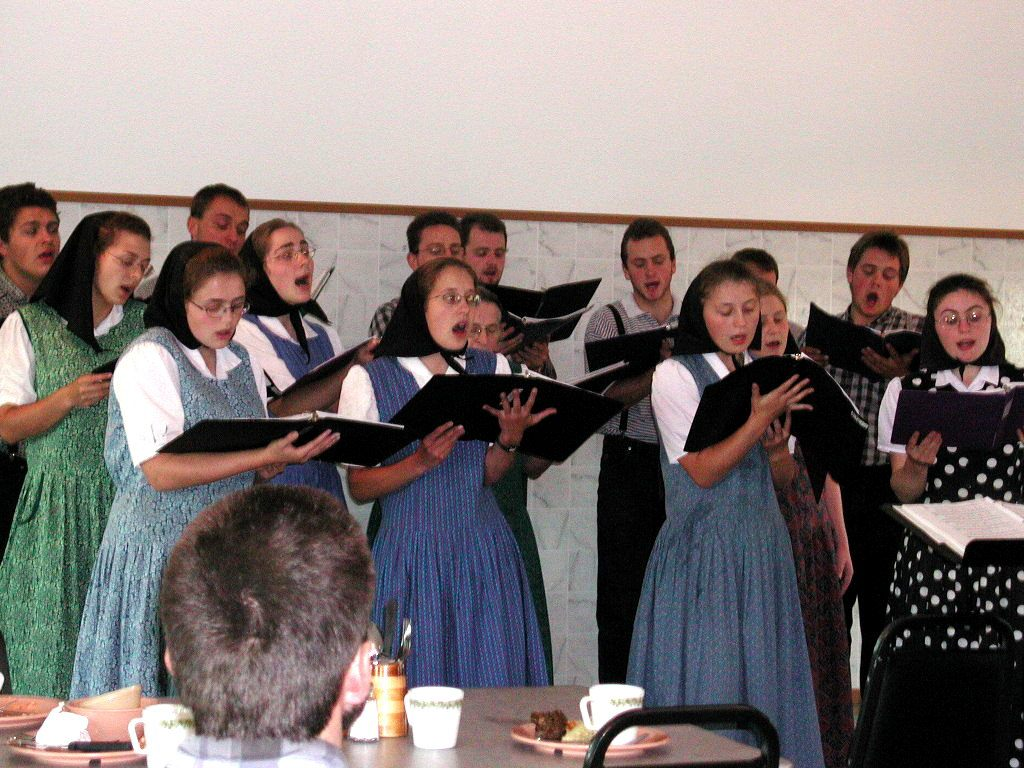
Coro en un evento huteriano.

Los huteritas (en alemán: Hutterer), también llamados: Hermanos Huterianos (en alemán: Hutterische Brüder), son una rama etnorreligiosa comunal de los anabaptistas que, como los amish y los menonitas, tienen sus raíces en la Reforma Radical de principios del siglo XVI y han formado comunidades intencionales.
Es una rama religiosa fundada por Jakob Hutter, que "estableció las colonias huteritas sobre la base de la Confesión de Schleitheim, una declaración de fe anabaptista" de 1527.
En 1528, se formaron las primeras comunas.  
A partir de 1536, año de la muerte de Hutter, las creencias de los huteritas, especialmente aquellas que propugnan una comunidad de bienes y no violencia, son resultado de cientos de años de diáspora en muchos países.
Los huteritas se vieron obligados a realizar varias migraciones a través de la Europa Central y Oriental. A finales del siglo XVIII, estaban casi extinguidos cuando, en 1770, emigraron a Rusia y, unos cien años más tarde, a América del Norte. En el transcurso de 140 años, su población, que vivía en comunidad de bienes, se recuperó de unas 400 a 50.000 personas aproximadamente en la actualidad. Hoy en día, casi todos los huteritas viven en el oeste de Canadá y en las Grandes Llanuras superiores de los Estados Unidos.

## Historia

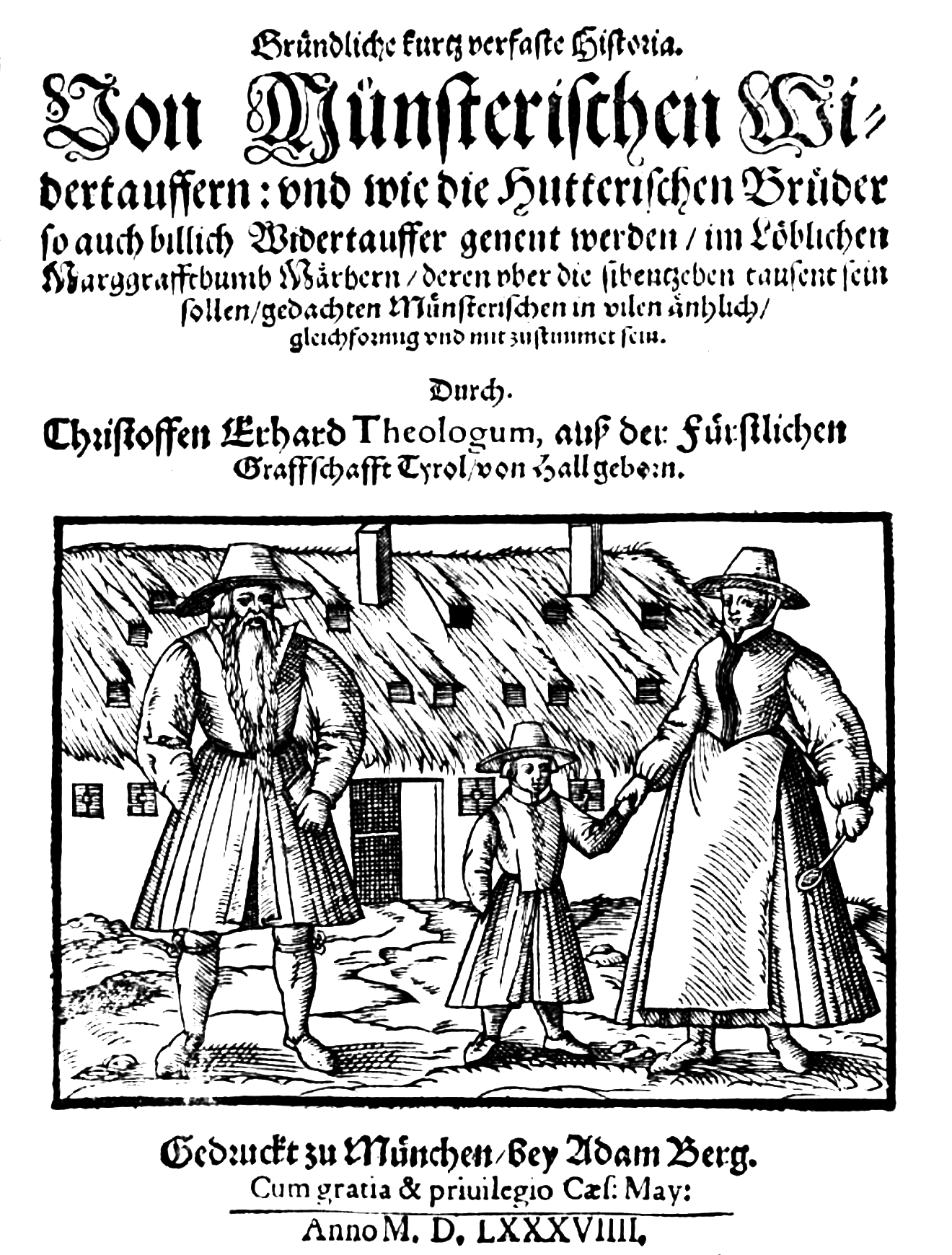
Decreto de persecución contra los huteritas.

Originarios de diferentes partes del sur de Alemania y Austria, pero muy a menudo de la provincia austríaca de Tirol en el siglo XVI, los precursores de los huteritas emigraron a Moravia para escapar de la persecución. Allí, bajo la dirección de Jakob Hutter, desarrollaron la forma comunal de la vida que incluía la propiedad comunitaria, basada en el Nuevo Testamento, pero en especial el libro de los Hechos de los Apóstoles (Hechos 2:40-47, concretamente el versículo 44, y Hechos 4:32-34) y en 2 Corintios 8:13-15. La comunidad de bienes la distingue de otros anabaptistas, como los amish y menonitas. 
Un fundamento de la sociedad huterita siempre ha sido el pacifismo absoluto, que prohíbe a sus miembros participar en actividades militares, cumplir órdenes, llevar uniforme formal (como un soldado o un oficial de policía) o pagar impuestos de guerra. Esto ha dado lugar a que hayan sido expulsados o perseguidos en varios países en los que han vivido.

### Comienzos
Artículo principal: Anabaptismo
El movimiento anabaptista, del que surgieron los huteritas, comenzó en grupos, liderados por Ulrico Zuinglio (1484-1531), que se formaron después de la Reforma Protestante en Suiza. Estos nuevos grupos formaron parte de la Reforma Radical, que se apartó de las enseñanzas de Zuinglio y de la Iglesia Reformada Suiza.
El 21 de enero de 1525, Conrad Grebel (c. 1498-1526) y Georg Blaurock (c. 1491-1529) practicaron en Zúrich el bautismo de adultos entre sí y luego con otros. Desde Suiza, el anabaptismo se extendió rápidamente hacia el norte y el este en el lapso de un año.
En 1525, Balthasar Hubmaier (c. 1480-1528), un bávaro de Friedberg, se convirtió en anabaptista en Zúrich, pero huyó a Nikolsburg en Moravia en mayo de 1526. Otros anabaptistas que se volvieron importantes para los emergentes huteritas fueron Hans Denck (c. 1500-1528). 1527), Hans Hut (1490-1527), Hans Schlaffer († 1528), Leonhard Schiemer (c. 1500-1528), Ambrosius Spittelmayr (1497-1528) y Jakob Widemann († 1536). La mayoría de estos primeros anabaptistas se convirtieron pronto en mártires de su fe.

### Tirol
El anabaptismo parece haber llegado al Tirol gracias a los trabajos de Georg Blaurock. El levantamiento de Gaismair preparó el escenario al generar una esperanza de justicia social de una manera similar a la Guerra de los campesinos alemanes (1524-1525). Michael Gaismair había intentado introducir reformas religiosas, políticas y económicas mediante un violento levantamiento campesino, pero el movimiento fue aplastado.
Aunque existe poca evidencia contundente de una conexión directa entre el levantamiento de Gaismair y el anabaptismo tirolés, al menos algunos de los campesinos involucrados en el levantamiento se convirtieron más tarde en anabaptistas. Si bien resulta difícil imaginar una conexión entre una revolución social violenta y un anabaptismo no resistente, el vínculo común fue el deseo de un cambio radical en las injusticias sociales prevalecientes. Decepcionados por el fracaso de la revuelta armada, los ideales anabaptistas de una sociedad alternativa pacífica y justa resonaron probablemente en los oídos de los campesinos decepcionados.
Antes de que se introdujera el anabaptismo propiamente dicho en Tirol del Sur, hombres como Hans Vischer, un ex dominico, habían propagado ideas protestantes en la región. Algunos de los que participaron en conventículos donde se presentaban las ideas protestantes, se convirtieron más tarde en anabaptistas. Además, la población en general parecía tener una actitud favorable hacia la Reforma, ya fuera protestante o anabaptista. Georg Blaurock parece haber predicado de forma itinerante, en 1527, en la región del Valle Pusteria, lo que fue probablemente la primera introducción de ideas anabaptistas en la región. En 1529, Georg Blaurock hizo otra visita a la zona para reforzar estas ideas, pero fue capturado y, el 6 de septiembre de 1529, quemado en la hoguera en Klausen (Chiusa).
Jakob Hutter fue uno de los primeros conversos en Tirol del Sur y más tarde llegó a ser un líder entre los huteritas, que recibieron su nombre de él. Hutter hizo varios viajes entre Moravia y Tirol; la mayoría de los anabaptistas del Tirol del Sur terminaron emigrando a Moravia debido a la feroz persecución desatada por Fernando I del Sacro Imperio Romano Germánico.
En noviembre de 1535, Hutter fue detenido cerca de Klausen y llevado a Innsbruck, donde, el 25 de febrero de 1536, fue quemado en la hoguera. En 1540, el anabaptismo en Tirol del Sur comenzaba a extinguirse, en gran parte a causa de la emigración a Moravia de los conversos para escapar de la persecución incesante.

### En Moravia y Hungría
En el siglo XVI, había un grado considerable de tolerancia religiosa en Moravia porque en el siglo XV había habido varios movimientos y levantamientos protoprotestantes (Hermanos Checos, Utraquistas, Taboritas, Unidad Menor) en Bohemia y Moravia por las enseñanzas de Jan Hus (c. 1369-1415).
Por lo tanto, Moravia, donde Baltasar Hubmaier también había encontrado refugio, era la tierra a donde huyeron los perseguidos precursores anabaptistas de los huteritas, originarios en su mayoría de diferentes lugares de lo que hoy es el Sur de Alemania, Austria y Tirol del Sur.
Bajo el liderazgo de Jakob Hutter desarrollaron entre 1530 y 1535 la forma de vida comunitaria que los distingue de otros anabaptistas, como los menonitas y los amish. La vida comunitaria huterita se basa en los libros del Nuevo Testamento: los Hechos de los Apóstoles (capítulos 2 (especialmente versículos 44), 4 y 5) y II Corintios.
Un principio básico de los grupos huteritas siempre ha sido la no violencia, es decir, prohibir a sus miembros participar en actividades militares, recibir órdenes de militares, usar un uniforme formal (como el de un soldado o un oficial de policía) o pagar impuestos para fines bélicos. Esto ha llevado a la expulsión o persecución en los diversos países en los que han vivido.
En Moravia, los huteritas florecieron durante varias décadas; el período comprendido entre 1554 y 1565 se llamó "bueno" y el período entre 1565 y 1592 se denominó "dorado", en los cuales el grupo creció tanto numérica como y económicamente. Durante esa época los huteritas se expandieron a la Alta Hungría, la actual Eslovaquia. Hasta 1622, se fundaron unos 100 asentamientos, llamados Bruderhof, en Moravia y el Reino de Hungría, y el número de huteritas alcanzó de veinte a treinta mil.
Sin embargo, en 1593 estalló la Larga Guerra Turca, que afectó gravemente a los huteritas. En este contexto, unos 240 huteritas fueron secuestrados en 1605 por el Ejército del Imperio Otomano y sus aliados tártaros y vendidos como esclavos otomanos.  Esta guerra terminó en 1606, pero antes de que los huteritas pudieran recuperar sus recursos, estalló la guerra de los Treinta Años (1618-1648). Pronto se convirtió en una guerra de religión, cuando Bohemia y Moravia, de mayoría protestante, fueron invadidas en 1620 por el Emperador del Sacro Imperio Romano Germánico, Fernando II de Habsburgo, un católico, que aniquiló y saqueó varios asentamientos huteritas. En 1621, la peste bubónica siguió a la guerra y mató a un tercio de los huteritas restantes.
Tras la toma en 1620 de las Tierras de la Corona de Bohemia por los Habsburgo, se inició una nueva persecución contra los huteristas, que fueron aniquilados en Moravia como grupo anabaptista. En 1622, los huteritas fueron expulsados de Moravia y huyeron a los asentamientos huteritas en Transilvania, donde el hacinamiento causó graves dificultades. Algunos huteritas moravos se convirtieron al catolicismo y conservaron una identidad étnica separada como los "haban" (en alemán: Habaner) hasta el siglo XIX (al final de la Segunda Guerra Mundial, el grupo "haban" se había extinguido prácticamente).

### Transilvania
En 1621, Gabriel Bethlen, príncipe de Transilvania (región que, actualmente, corresponde al noroeste de Rumanía) y calvinista, "invitó" a los huteritas a venir a su país. De hecho, obligó a un grupo de 186 huteritas a venir a Alvinc (hoy Vințu de Jos, Rumania) en 1622, porque necesitaba de artesanos y trabajadores agrícolas para desarrollar sus tierras. En los dos años siguientes, más huteritas emigraron a Transilvania, en total 690 o 1.089 personas, según las fuentes.
En la segunda mitad del siglo XVII, la comunidad huterita estaba en declive. Había sufrido incursiones otomanas durante las cuales, en 1661, el Bruderhof de Alvinc fue incendiado. Hacia finales de siglo, se abandonó la comunidad de bienes, aunque no se sabe exactamente cuándo. Johannes Waldner supone en Das Klein-Geschichtsbuch der Hutterischen Brüder que esto ocurrió en 1693 o 1694.
En 1756, un grupo de criptoprotestantes de Carintia que en 1755 fueron deportados a Transilvania por la monarquía de los Habsburgo, se encontraron con los hermanos huterianos en Alvinc. Estos protestantes de Carintia leyeron el "relato de las creencias de los hermanos huterianos" escrito por Peter Riedemann, que les fue entregado por los hermanos, y luego decidieron unirse a los huteritas. Este último grupo revivió la religión huterita, se volvió dominante entre los huteritas y reemplazó el dialecto tirolés de los antiguos huteritas por el carintio, siendo ambos dialectos del sur de Baviera. En 1762, se restableció la comunidad de bienes en Alvinc.

### Valaquia
En 1767, los huteritas huyeron de Transilvania primero a Kräbach, es decir, Ciorogârla en Valaquia (región que hoy corresponde al centro sur de Rumanía), que en ese momento estaba a unos 7 kilómetros de Bucarest. Cuando los huteritas abandonaron Transilvania, su número se había reducido a 67 personas.
En Valaquia encontraron muchas dificultades debido a la anarquía y la Guerra ruso-turca (1768-1774). El 17 de noviembre de 1769, los rusos tomaron Bucarest. Los huteritas buscaron entonces el consejo del comandante del ejército ruso "Sämetin" (General-alcalde Aleksandr Gavrilovitch Zamyatin) en Bucarest, quien les propuso emigrar a Rusia, donde el Conde Pyotr Rumyantsev les proporcionaría todas las tierras que necesitan para un nuevo comienzo.

### Ucrania
El 1 de agosto de 1770, después de más de tres meses de viaje, el grupo de unas 60 personas llegó a su nuevo hogar, las tierras del conde Pyotr Rumyantsev en Vishenka, en el Raión de Nóvgorod-Síverski, en Ucrania, que en ese momento formaba parte del Imperio Ruso. En su nuevo hogar, a los huteritas se les unieron algunos huteritas más que podían huir de las tierras de los Habsburgo, así como algunos menonitas, en total 55 personas.
Después de la muerte del conde Conde Piotr Rumyantsev, en diciembre de 1796, sus dos hijos intentaron reducir el estatus de los huteritas de campesinos libres (Freibauern) a siervos (Leibeigene). Los huteritas apelaron al Zar Pablo I de Rusia, quien les permitió establecerse en tierras de la corona en Radichev, a unos 12 kilómetros de Vishenka, donde tendrían el mismo estatus privilegiado que los colonos menonitas alemanes de Prusia.
Hacia el año 1820, se produjo una importante tensión interior: una gran fracción de los hermanos quería acabar con la comunidad de bienes. Luego, la comunidad se dividió en dos grupos que vivían como comunidades separadas. La facción con propiedad individual se mudó a la Colonia Menonita de Jortytsia por algún tiempo, pero pronto regresó. Después de que un incendio destruyera la mayoría de los edificios de Radichev, los huteritas renunciaron a su comunidad de bienes.
Debido a que las tierras de los huteritas en Radichev no eran muy productivas, solicitaron trasladarse a mejores tierras. En 1842 se les permitió trasladarse a Molotschna, una colonia menonita en lo que hoy es el Óblast de Zaporiyia en Ucrania, donde fundaron el pueblo de Kyrpychne, en el Raión de Melitópol, Óblast de Zaporiyia, Ucrania, a 20 km de Melitopol. Cuando se mudaron, la población hutterita total era 384 con 185 hombres y 199 mujeres.
En 1852, se fundó una segunda aldea, llamada Johannesruh (en el Raión de Melitópol, a unos 20 km al oeste de Melitopol) y, en 1868, se fundaron tres aldeas más: Hutterdorf (1856) (en el Raión de Oríjiv, Óblast de Zaporiyia, Ucrania, a unos 35 km al este de Zaporiyia(, Neu-Huttertal (1856) y Scheromet (1868) (ubicado a unos 50 km al sureste del centro de Zaporiyia).
En Ucrania, los huteritas disfrutaron de una relativa prosperidad. Cuando vivieron entre menonitas de habla alemana en Molotschna, adoptaron la forma muy eficiente de agricultura menonita que había introducido Johann Cornies.
En 1845, un pequeño grupo de huteritas hizo planes para renovar la comunidad de bienes, pero se les dijo que esperaran hasta que el gobierno aprobara sus planes para comprar tierras separadas. Un grupo dirigido por el predicador George Waldner hizo otro intento, pero pronto fracasó. En 1859, Michael Waldner logró restablecer la comunidad de bienes en un extremo de Hutterdorf, convirtiéndose así en el fundador de los Schmiedeleut (un desdoblamiento de los huteritas).
En 1860, Darius Walter fundó otro grupo con comunidad de bienes en el otro extremo de Hutterdorf, creando así el Dariusleut (otro desdoblamiento de los huteritas). Después de 1864, hubo otros intentos de establecer una vida comunitaria en Johannisruh, sin embargo, no tuvieron éxito. Hubo que esperar hasta 1877, cuando los huteritas ya se habían trasladado a Dakota del Sur, antes de que algunas familias de Johannisruh, lideradas por el predicador Jacob Wipf, fundaran un tercer grupo con vida comunitaria, los Lehrerleut.
En 1864, el proyecto de ley sobre escuelas primarias convirtió al ruso en el idioma de instrucción en las escuelas; luego, en 1871, una ley introdujo el servicio militar obligatorio. Esto llevó a los menonitas y huteritas a hacer planes de emigración.

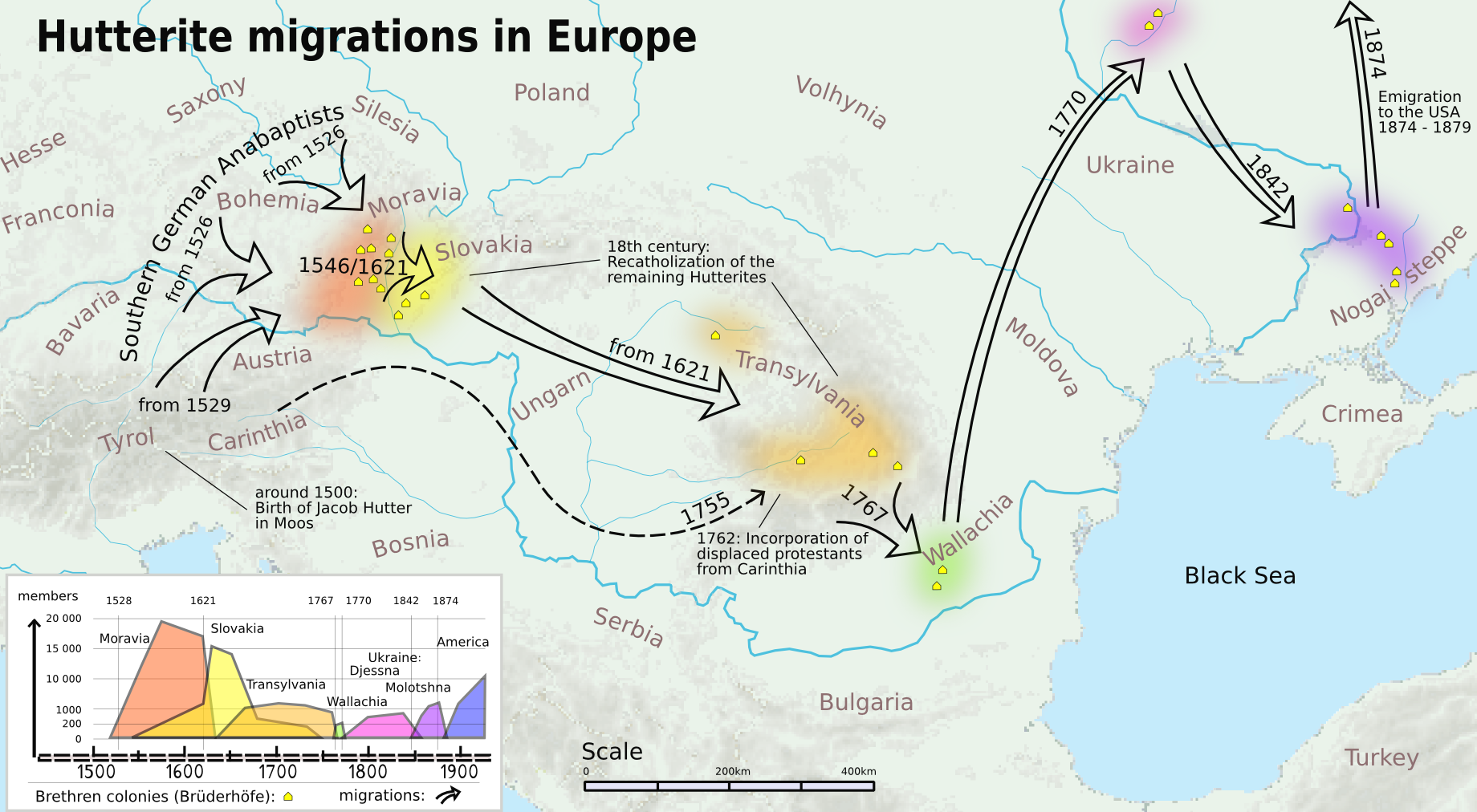
Migraciones huteritas en Europa 1526-1874 antes de su traslado a Norteamérica

### En América del Norte

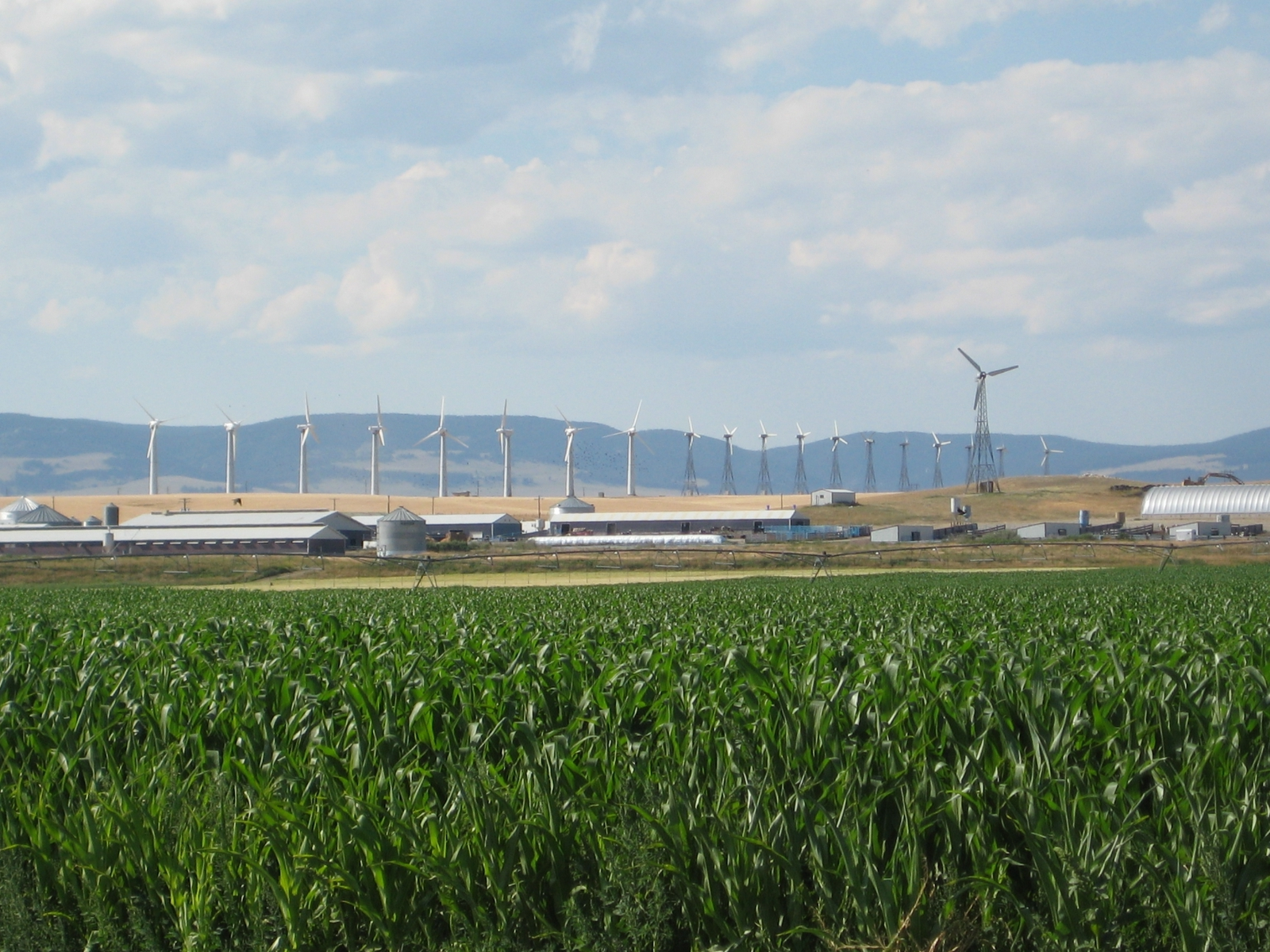
Granja comunitaria huterita en Martinsdale (Montana).

Entre 1874 y 1879, después de enviar exploradores a América del Norte en 1873 junto con una delegación menonita, casi todos los huteritas que vivían en Rusia emigraron a Estados Unidos (un total de 1265 inmigrantes). Esta emigración fue la forma que encontraron para escapar de las obligaciones impuestas por una nueva ley de reclutamiento militar que se publicó en Rusia. De ellos, unos 800 se identificaron como Eigentümler (literalmente, "propietarios") y adquirieron granjas individuales de acuerdo con la Ley de Asentamiento de 1862, mientras que unos 400 se identificaron como Gemeinschaftler (literalmente, "gente de la comunidad") y comenzaron tres comunidades con comunidad de bienes.
La mayoría de los que hoy se identifican como huteritas, descienden de estos últimos 400. Llamados así por el líder de cada grupo (los Schmiedeleut, los Dariusleut y los Lehrerleut, leut se basa en la palabra alemana que significa pueblo), se asentaron inicialmente en el Territorio de Dakota, donde cada grupo restableció el estilo de vida comunal tradicional de los huteritas.
En las décadas siguientes, los huteritas que se establecieron en granjas individuales, los llamados Prärieleut, se asimilaron lentamente primero a los grupos menonitas y más tarde a la población estadounidense en general. Hasta aproximadamente 1910, hubo matrimonios mixtos entre los Prärieleut y los huteritas que vivían en comunidad.
Se promulgaron varias leyes estatales que buscaban negar a los huteritas el estatus legal religioso a sus granjas comunales (colonias). Algunas colonias se disolvieron antes de que estas decisiones fueran revocadas por la Corte Suprema de los Estados Unidos. Para entonces, muchos huteritas ya habían establecido nuevas colonias en Alberta (Canadá) y Saskatchewan (Canadá).
Durante la Primera Guerra Mundial, los huteritas pacifistas sufrieron persecución en los Estados Unidos. En el caso más grave, cuatro hombres huteritas, que fueron sometidos al servicio militar obligatorio pero se negaron a cumplirlo, fueron encarcelados y maltratados físicamente. Finalmente, dos de los cuatro hombres, los hermanos Joseph y Michael Hofer , murieron en la prisión militar de Leavenworth después de que se firmara el armisticio, lo que puso fin a la guerra. La comunidad huterita dijo que los hombres murieron por malos tratos; el gobierno estadounidense dijo que murieron de neumonía. 

### Canadá
Como consecuencia del repliegue forzoso durante la Primera Guerra Mundial, muchos huteritas abandonaron los Estados Unidos y se trasladaron a las provincias canadienses de Alberta, Manitoba y Saskatchewan. Como resultado, los huteritas abandonaron 17 de las 18 comunidades huteritas que existían en Estados Unidos, y sólo quedó la Colonia de Bon Homme (Dakota del Sur).
En 1942, alarmada por la compra de grandes extensiones de tierra por los huteritas, la provincia de Alberta aprobó la "Ley de Propiedades Comunales", que restringía severamente la expansión de las colonias. Así, los huteritas dejaron de comprar tierras en Alberta y se expandieron a las provincias en Columbia Británica y Saskatchewan.
En 1951, La Iglesia de los Hermanos Hutterianos fue reconocida por el Parlamento Canadiense.
En marzo de 2018, había aproximadamente 34.000 huteritas en 350 colonias de Canadá, y el 75 por ciento de los huteritas vivían en América del Norte. Durante el verano de 2020, muchas colonias tuvieron que hacer frente a brotes durante la Pandemia de COVID-19 en Canadá porque, según un informe, "los miembros de las colonias huteritas comen, trabajan y celebran el culto juntos en entornos comunitarios y comparten posesiones". Los grupos estaban tomando medidas para minimizar la propagación del virus.
En 2020, un informe de noticias definió las operaciones comerciales de las colonias huteritas como: "granjas de grado industrial que producen granos, huevos, carne y verduras, que se venden a grandes distribuidores y en los mercados agrícolas locales".
La sección 143 de la Ley del impuesto sobre la renta de Canadá, introducida en 2007 y modificada en 2014 con la sección 108(5), contiene normas especiales para dar cabida a las colonias huteritas. Según un informe del Senado de Canadá, las colonias no presentan declaraciones de impuestos sobre la renta como corporaciones, sino como miembros individuales:
Basándose en un memorando de entendimiento entre los huteritas y el ministro de Hacienda, el artículo 143 crea un fideicomiso ficticio al que pertenecen todos los bienes de la colonia huterita y los ingresos asociados. Los ingresos del fideicomiso pueden entonces asignarse a los miembros individuales de la colonia huterita, según una fórmula establecida en el artículo 143, quienes pueden entonces reclamar los ingresos en sus declaraciones de impuestos personales.
En 2018, el Senado de Canadá solicitó a la Cámara de los Comunes de Canadá que revisara la legislación, porque a los huteritas no se les permitía reclamar el crédito fiscal reembolsable del Beneficio Fiscal sobre la Renta del Trabajo (WITB), que estaba disponible para otros agricultores en Canadá.

## Teología
A diferencia de otros grupos anabaptistas tradicionales como los Amish y los menonitas, que casi no tienen libros escritos sobre teología anabaptista, los huteritas poseen un relato escrito de sus creencias, consolidados en la obra: "Relato de nuestra religión, doctrina y fe, de los hermanos que se llaman huteritas" (título original en alemán "Rechenschafft unserer Religion, Leer und Glaubens"), escrito por Peter Riedemann entre 1540 y 1541. También existen tratados y cartas teológicas de Hans Schlaffer, Leonhard Schiemer y Ambrosius Spittelmaier.
Jakob Hutter, el fundador de la tradición huterita, estableció las colonias huteritas sobre la base de la Confesión de Schleitheim, una clásica declaración de fe anabaptista.  De acuerdo con esta confesión de fe, la teología huterita enfatiza el bautismo del creyente, la creencia en la Iglesia invisible, el pacifismo cristiano y el rechazo de los juramentos. Las iglesias huteritas también creen en "un conjunto de reglas comunitarias para la vida cristiana y el principio de separación mundana". Los exmiembros son rechazados y no se les debe hablar.

## Sociedad
Las comunas huteritas, llamadas "colonias", son todas rurales; muchas dependen en gran medida de la agricultura o de la ganadería, según su ubicación, para obtener sus ingresos. En la era moderna, las colonias han ido pasando a la industria, ya que resulta cada vez más difícil ganarse la vida sólo con la agricultura. La colonia es prácticamente autosuficiente en lo que respecta a mano de obra, ya que construye sus propios edificios, realiza su propio mantenimiento y reparación de equipos, fabrica su propia ropa, etc. Esto ha cambiado en los últimos años y las colonias han comenzado a depender un poco más de fuentes externas para obtener alimentos, ropa y otros bienes.
La agricultura huterita de hoy está especializada y más o menos industrializada. Por lo tanto, los niños huteritas ya no tienen contacto cercano con animales de granja y no están protegidos del asma por ese contacto, como sí lo están los niños amish, pero ahora son similares a la población general de América del Norte.

### Gobernanza y liderazgo
Las colonias huteritas son en su mayoría patriarcales, donde las mujeres participan en funciones como cocinar, tomar decisiones médicas y seleccionar y comprar telas para la ropa. Cada colonia tiene tres líderes de alto nivel. Los dos líderes de alto nivel son el ministro y el Secretario. Un tercer líder es el ministro Adjunto. El Ministro también ocupa el cargo de presidente en asuntos relacionados con la incorporación de la entidad comercial legal asociada con cada colonia. El Secretario es ampliamente conocido como el "Gerente", "Jefe" o "Jefe de Negocios" de la colonia y es responsable de las operaciones comerciales de la colonia, como la contabilidad, la emisión de cheques y la organización del presupuesto. El Ministro Adjunto ayuda con las responsabilidades de liderazgo de la iglesia (predicación), pero a menudo también será el "Maestro de alemán" para los niños en edad escolar.
La esposa del secretario a veces tiene el título de Schneider (del alemán "sastre") y, por lo tanto, está a cargo de la confección de ropa y de la compra de las telas necesarias para la confección de toda la ropa de la colonia. El término "jefe" se utiliza ampliamente en el lenguaje de la colonia. Aparte del secretario, que funciona como jefe de la empresa, hay una serie de otros puestos de "jefe" importantes en la mayoría de las colonias. El más importante en la colonia promedio es el "jefe de la granja". Esta persona es responsable de todos los aspectos de la supervisión de las operaciones de cultivo de cereales. Esto incluye la gestión de cultivos, la agronomía, la planificación del seguro de cosecha y de la asignación de personal a varias operaciones agrícolas.
Además de estos puestos de liderazgo de alto nivel, también estarán el "jefe de los cerdos", el "jefe de los productos lácteos", etc., según las operaciones agrícolas que existan en la colonia específica. En cada caso, estas personas son totalmente responsables de sus propias áreas de responsabilidad y tendrán otros residentes de la colonia trabajando en esas áreas respectivas.
El Ministro, el Secretario y todos los cargos de “jefe” son cargos electivos y muchas decisiones se someten a votación antes de implementarse.
En la mayoría de las colonias, el proceso de votación y toma de decisiones se basa en una estructura de dos niveles que incluye un consejo (normalmente compuesto por siete hombres de alto rango) y los miembros con derecho a voto, que incluyen a todos los hombres casados de la colonia. Para cada decisión "significativa", el consejo votará primero y, si se aprueba, la decisión se llevará a los miembros con derecho a voto. Los funcionarios que no respeten las decisiones seleccionadas pueden ser destituidos mediante una votación similar de la colonia.
Existe una amplia gama de culturas y estilos de liderazgo entre las tres principales variedades de colonias. En algunos casos, ministros o secretarios muy dominantes pueden tener mayor influencia en algunas colonias que en otras.
Las mujeres y los niños no tienen poder de voto formal sobre la toma de decisiones en una colonia, pero a menudo tienen influencia en la toma de decisiones a través de los procesos informales del marco social de una colonia.
Por encima de todos los procesos de gobernanza interna dentro de una colonia se encuentra la estructura más amplia de "Obispos" de líderes de toda una "rama" (Lehrer, Darius o Schmiedeleut), de modo que todas las colonias dentro de cada rama están sujetas a la toma de decisiones más amplia del consejo de "Obispos" de esa rama. Un ministro de una colonia que no se asegure de que su colonia siga las decisiones más amplias del consejo de "Obispos" puede ser removido de su cargo.

### Propiedad comunitaria
Los huteritas practican una comunidad de bienes casi total: toda la propiedad es propiedad de la colonia, y las provisiones para los miembros individuales y sus familias provienen de los recursos comunes. Esta práctica se basa en gran medida en la interpretación huterita de los pasajes de los capítulos 2, 4 y 5 de los Hechos, que hablan de que los creyentes "tienen todas las cosas en común". Por lo tanto, la colonia posee y opera sus edificios y equipos como una corporación, y todas las ganancias se reinvierten en la comunidad.
Las unidades de vivienda se construyen y se asignan a familias individuales, pero pertenecen a la colonia, y hay muy poca propiedad personal. No hay cheques de pago en las colonias huteritas, ya que se espera que los miembros trabajen por el bien de la comunidad. Se dan asignaciones, y la cantidad monetaria varía mucho entre colonias. Las comidas del almuerzo y la cena las toma toda la colonia en un comedor o sala de confraternidad. Los hombres y las mujeres se sientan de manera segregada. En ocasiones especiales, las familias enteras pueden disfrutar de las comidas juntas, pero las unidades de vivienda individuales tienen cocinas que se utilizan para los desayunos.

### Colonias hijas
Cada colonia puede estar formada por unas 10 a 20 familias (no siempre es así), con una población de entre 60 y 250 personas. Cuando la población de la colonia crece cerca del límite superior y sus líderes determinan que es necesario económica y espiritualmente diversificarse, localizan, compran tierras y construyen una colonia "hija".
El proceso por el cual una colonia se divide para crear una nueva colonia hija varía según las ramas de la colonia. En Lehrerleut, este proceso está bastante estructurado, mientras que en Darius y Schmiedeleut el proceso puede ser algo menos estructurado. En una colonia Lehrerleut, se comprará el terreno y se construirán los edificios antes de que nadie en la colonia sepa quién se trasladará a la ubicación de la colonia hija. La decisión final sobre quién se va y quién se queda no se tomará hasta que todo esté listo en la nueva ubicación.
Durante el proceso de construcción, los líderes de la colonia dividen la colonia lo más equitativamente posible, creando dos grupos separados de familias. Los dos grupos se hacen lo más iguales posible en tamaño, teniendo en cuenta los límites prácticos de los tamaños de las unidades familiares en cada grupo. Además, los líderes deben dividir las operaciones comerciales lo más equitativamente posible. Esto significa decidir qué colonia puede encargarse, por ejemplo, de la cría de cerdos o de la producción lechera. Los miembros de la colonia tienen la oportunidad de expresar sus inquietudes sobre a qué grupo se asigna una familia, pero en algún momento se toma una decisión final. Este proceso puede ser muy difícil y estresante para una colonia, ya que muchas dinámicas políticas y familiares se convierten en temas de discusión, y no todos estarán contentos con el proceso o sus resultados.
Una vez que se han tomado todas las decisiones, los dos grupos pueden ser identificados como "Grupo A" y "Grupo B". La última noche antes de que un nuevo grupo de personas abandone la colonia "madre" para trasladarse a la colonia "hija", se colocan en un sombrero dos trozos de papel, etiquetados como "Grupo A" y "Grupo B". El ministro orará pidiendo a Dios que elija el papel que extraiga del sombrero y sacará un trozo de papel. El nombre que saque indicará qué grupo se va a la colonia hija. En cuestión de horas, la colonia hija comienza el proceso de asentamiento en un nuevo sitio.
Este procedimiento muy estructurado difiere dramáticamente del que puede usarse en algunas colonias de Darius y Schmiedeleut, donde la división a veces puede escalonarse en el tiempo, y solo pequeños grupos de personas se mudan a la nueva ubicación a la vez.

### Agricultura y manufactura
Las colonias huteritas suelen poseer grandes extensiones de tierra y, dado que funcionan como una unidad colectiva, pueden fabricar o permitirse equipos de mayor calidad que si trabajaran solos. Algunas también tienen operaciones de producción industrial de cerdos, productos lácteos, pavos, pollos y huevos. Un número cada vez mayor de colonias huteritas se están aventurando nuevamente en el sector manufacturero, un cambio que recuerda un período temprano de la vida huterita en Europa. Antes de que los huteritas emigraran a América del Norte, dependían de la manufactura para sustentar a sus comunidades. Fue solo en Rusia donde los huteritas aprendieron a cultivar de los menonitas. Debido a la creciente automatización de la agricultura (equipos de gran tamaño, siembra controlada por GPS, pulverización, etc.), las operaciones agrícolas se han vuelto mucho más eficientes. Muchas colonias que se han dedicado a la manufactura creen que necesitan brindar a sus miembros un nivel más alto de educación.
Una de las principales fuerzas impulsoras de los líderes huteritas en la actualidad es el reconocimiento de que los precios de la tierra han aumentado drásticamente en Alberta y Saskatchewan debido a la industria del petróleo y el gas, creando así la necesidad de una mayor cantidad de efectivo para comprar tierras cuando llega el momento de que una colonia se divida. El proceso de división requiere la compra de tierras y la construcción de edificios. Esto puede requerir fondos del orden de los 20 millones de dólares canadienses en términos de 2008: más de 10 millones de dólares para la tierra y otros 10 millones de dólares para los edificios y la construcción. Esta enorme necesidad de efectivo ha obligado a los líderes a revaluar cómo una colonia puede producir los fondos necesarios.
Los nuevos proyectos han incluido la fabricación de plásticos, la fabricación de metales, la ebanistería y el moldeado de piedra o granito, por nombrar algunos. Un proyecto único se concretó en Dakota del Sur. Un grupo de 44 colonias se unieron para crear un centro de procesamiento de pavos donde se pueden procesar sus aves de corral. La planta contrató personal no huterita para procesar las aves de corral para el mercado. Esta planta ayudó a asegurar la demanda de las aves de corral de las colonias. 

### Uso de la tecnología
Los huteritas no rechazan la tecnología moderna, pero pueden limitar algunos usos de ella. Muchos intentan aislarse del mundo exterior (los televisores –y en algunos casos Internet– están prohibidos) y, hasta hace poco, muchas de las colonias de Lehrerleut y Dariusleut (Alberta) todavía tenían un solo teléfono central. Sin embargo, los Schmiedeleut hicieron esta transición antes, y cada hogar tenía un teléfono junto con un teléfono central para las operaciones comerciales de la colonia. En muchas colonias, los teléfonos están conectados a los sistemas de centralita privada (PBX) comerciales más comúnmente utilizados por las empresas, con los que se podían programar fácilmente funciones de restricción de llamadas .
En la actualidad, los huteritas utilizan ampliamente el teléfono para fines comerciales y sociales. Los teléfonos celulares también son muy comunes entre los tres grupos. Los mensajes de texto han hecho que los teléfonos celulares sean particularmente útiles para los jóvenes huteritas que desean mantenerse en contacto con sus pares. Algunos hogares huteritas tienen computadoras y radios; y algunos (en su mayoría colonias liberales de Schmiedeleut) tienen acceso a Internet.
La tecnología de los equipos agrícolas generalmente iguala o supera a la de los agricultores no huteritas. Las colonias de Lehrerleut han luchado recientemente con la proliferación de computadoras y han tomado medidas drásticas, de modo que ya no se permiten computadoras en los hogares y su uso se limita solo a las operaciones comerciales y agrícolas, incluida la gestión de animales, alimentos y cultivos. Sin embargo, a medida que el mundo evoluciona más y la tecnología se usa cada vez más para el trabajo y la comunicación, muchos jóvenes huteritas usan computadoras, fotos e Internet para mantenerse en contacto con sus amigos y familiares y conocer gente nueva fuera de la colonia.

### Educación
Los niños huteritas reciben su educación en una escuela de la colonia, según un acuerdo educativo con la provincia o el estado. La escuela suele estar dirigida por un profesor contratado "externo" que enseña los conceptos básicos, incluido el inglés. En algunas escuelas Schmiedeleut, los profesores son elegidos de la colonia. La educación "alemana" de los niños de la colonia es responsabilidad del "ministro adjunto" en algunas colonias, pero la mayoría de las colonias eligen a un "profesor de alemán", que en la mayoría de los casos también se ocupa de la educación infantil.
Su trabajo implica formación en estudios de lengua alemana, enseñanza de la Biblia y memorización de las escrituras. El profesor de alemán coopera con el profesor externo en lo que respecta a la programación y la planificación. Algunas colonias huteritas pueden enviar a sus hijos a la escuela pública cuando los padres lo consideren oportuno, pero es habitual retirarlos de la escuela por completo en octavo grado o a la edad de 15 años.

### Ramas principales
En las praderas de Norteamérica viven tres ramas diferentes de huteritas: los Schmiedeleut, los Dariusleut y los Lehrerleut. Aunque los tres "leut" son huteritas, existen algunas diferencias distintivas, como el estilo de vestir y la estructura organizativa. Sin embargo, la doctrina original de los tres grupos es idéntica. Las diferencias son principalmente tradicionales y geográficas.
Existen otros dos grupos relacionados. Los Arnoldleut, también conocidos como Comunidades Bruderhof o actualmente Comunidades de la Iglesia Internacional, son un grupo de origen más reciente que, antes de 1990, fueron aceptados por los grupos Dariusleut y Lehrerleut como parte de la comunidad huterita.
El otro es el de los Prairieleut, huteritas que vivían en hogares separados en lugar de en colonias después de establecerse en las praderas estadounidenses. En el momento de la inmigración, los Prairieleut representaban alrededor de 2/3 de los inmigrantes huteritas. La mayoría de los Prairieleut finalmente se unieron a los menonitas.
Desde 1992, los Schmiedeleut, hasta entonces el más grande de los tres "leut", se han dividido en facciones del "Grupo Uno" y del "Grupo Dos" debido a controversias que incluyen la cuestión Arnoldleut/Bruderhof y el liderazgo del anciano Schmiedeleut. Esta división sumamente enconada ha trascendido las líneas familiares y sigue siendo un asunto serio casi dos décadas después. Las colonias del Grupo Uno generalmente tienen posiciones relativamente más liberales en temas que incluyen la educación superior, el trabajo ecuménico y misionero, los instrumentos musicales, los medios de comunicación y la tecnología.

### Fotografía
En mayo de 2007, el Tribunal de Apelaciones de Alberta concedió a los huteritas de la Colonia Wilson el derecho a no ser fotografiados para sus licencias de conducir, de acuerdo con la decisión el requisito de la fotografía viola sus derechos religiosos y que conducir era esencial para su forma de vida. La Colonia Wilson basó su posición en la creencia de que las imágenes están prohibidas por el Segundo Mandamiento.
Alrededor de ochenta de las licencias sin fotografía estaban en uso en el momento de la decisión. Además de los grupos huteritas de Alberta (Darius y Lehrerleut), un puñado de colonias en Manitoba (Schmiedeleut) no deseaban que sus miembros sean fotografiados para licencias u otros documentos de identidad.
Sin embargo, en julio de 2009, la Corte Suprema de Canadá dictaminó por 4 a 3 (en Alberta v. Hutterian Brethren of Wilson Colony) que una comunidad huterita debe cumplir con las reglas provinciales que hacen obligatoria una fotografía digital para todas las nuevas licencias de conducir como una forma de prevenir el robo de identidad.
Entre 1972 y 1980, Mary Koga, una fotógrafa de Chicago, viajó a la zona rural de Alberta para fotografiar a miembros de la comunidad para su serie "The Hutterites".
Un informe de 2018, publicado por el Huffington Post contenía una serie de fotografías tomadas por Jill Brody a lo largo de varios años en tres colonias de Montana.

### Ropa
En contraste con el aspecto uniformemente sencillo de los amish y los menonitas del Viejo Orden, la ropa huterita puede tener colores vivos, especialmente en los niños, aunque muchos huteritas usan vestidos sencillos. La mayor parte de la ropa se fabrica en casa dentro de la colonia. Los zapatos se fabricaban en casa en el pasado, pero ahora se compran en su mayoría en tiendas.
Las chaquetas y los pantalones de los hombres suelen ser negros. Por lo general, los hombres llevan camisas abotonadas con mangas largas y cuello, y pueden llevar camisetas interiores. Los pantalones de los hombres no se sujetan con cinturones, sino con tirantes negros. Estos pantalones también se distinguen por no tener bolsillos traseros.
Las mujeres y las niñas llevan un vestido con una blusa debajo. La mayoría de los Lehrerleut y Dariusleut también llevan un velo cristiano que cubre su cabeza, generalmente negro con lunares blancos. Los Schmiedleut también llevan un velo, pero sin los lunares. El patrón del velo indica a qué rama pertenecen las mujeres: los puntos grandes indican Lehrerleut, los puntos pequeños Dariusleut y sin puntos Schmiedeleut. En algunos casos, los velos Dariusleut tampoco tienen puntos. Los miembros femeninos del Bruderhof llevan velos de un solo color en negro, azul o blanco y, a veces, no llevan velo.
Las niñas llevan una gorra brillante y colorida que se abrocha debajo de la barbilla.
El atuendo religioso es generalmente oscuro, tanto para hombres como para mujeres. La ropa que se usa para la iglesia consiste en una chaqueta sencilla para ambos sexos y un delantal negro para las mujeres. Los sombreros de los hombres para la iglesia son siempre oscuros y, por lo general, negros.

### Dialecto
Así como los amish y los menonitas del antiguo orden suelen utilizar el alemán de Pensilvania, los huteritas han conservado y utilizan entre ellos un dialecto distinto del alemán conocido como alemán huterita o hutterisch, a veces considerado como una lengua por derecho propio.
Originalmente basado principalmente en un dialecto tirolés de la Europa de habla alemana del centro-sur de la que muchos de ellos surgieron en el siglo XVI, el huterisch ha adquirido una base "carintiana" debido a su historia: en los años 1760-1763, a un pequeño grupo de huteritas supervivientes en Transilvania se unió un grupo más grande de inmigrantes forzados luteranos de Carintia, los llamados Landler de Transilvania.
Finalmente, esto llevó a la sustitución del dialecto tirolés de los huteritas por el dialecto carintio. Los dialectos alemanes amish y huterita no suelen ser mutuamente inteligibles porque los dialectos se originan en regiones que están a varios cientos de kilómetros (millas) de distancia. En sus ejercicios religiosos, los huteritas utilizan un alemán luterano clásico.

### En los tribunales
Como parte de sus enseñanzas anabaptistas de no resistencia, los huteritas históricamente han evitado involucrarse en litigios dentro del sistema de justicia secular. Peter Rideman, uno de los primeros fundadores de los huteritas, escribió sobre la postura de los huteritas sobre ir a la Corte en la "Confesión de Fe Hutterita": “Cristo muestra que los cristianos no pueden ir a la corte cuando dice: ‘Si alguien quiere demandarte y quitarte la túnica, déjale también la capa’. En efecto, Jesús está diciendo: ‘Es mejor dejar que la gente se quede con todo que pelearse con ellos y encontrarse en un tribunal extraño’. Cristo quiere que demostremos que buscamos lo que es celestial y nos pertenece, y no lo que es temporal o ajeno a nosotros. Por lo tanto, es evidente que un cristiano no puede ir a la corte ni ser juez”.
En consonancia con sus creencias, los registros no indican ningún litigio iniciado por los huteritas hasta el siglo XX. Sin embargo, en su historia más reciente en América del Norte han surgido algunos conflictos huteritas en litigios judiciales. Varios casos involucraron a las colonias hutteritas defendiendo su estilo de vida religioso contra el gobierno. Esto incluye el reciente conflicto sobre fotografías en las licencias de conducir en: "Alberta v. Hutterian Brethren of Wilson Colony". Otro caso reciente en los Estados Unidos: "Big Sky Colony Inc. v. Montana Department of Labor and Industry", obligó a los huteritas a participar en el sistema de compensación de los trabajadores a pesar de las objeciones religiosas de los huteritas.
La disposición de las colonias a llevar los asuntos a los tribunales seculares también ha dado lugar a disputas religiosas internas ante el tribunal. Dos de estos casos han llegado a apelación ante la Corte Suprema de Canadá: Hofer v. Hofer (1970) y Lakeside Colony of Hutterian Brethren v. Hofer (1992):
- Hofer v. Hofer: involucraba a varios miembros expulsados de la Colonia Interlake en Manitoba que buscaban una parte de la propiedad comunal. La Corte Suprema de Canadá dictaminó que de acuerdo con los principios religiosos de los huteritas, estos no tienen propiedad individual y, por lo tanto, los antiguos miembros no pueden tener derecho a una parte de los bienes de la colonia huterita;
- En el caso de Lakeside Colony of Hutterian Brethren v. Hofer, Daniel Hofer Sr. de Lakeside Colony impugnó el derecho de la Iglesia de los Hermanos Hutterianos a expulsarlo a él y a otros miembros. La cuestión polémica se centró en quién poseía los derechos sobre un comedero para cerdos patentado. La Junta de Directores de la Colonia había dictaminado que Hofer no poseía la patente del comedero para cerdos en cuestión y que debía dejar de producir el artículo. Hofer se negó a someterse a lo que consideraba una injusticia y también se negó a obedecer la orden de expulsión de la colonia. En respuesta, Jacob Kleinsasser de la Colonia Crystal Spring, anciano del grupo Schmiedleut de huteritas, intentó utilizar al estado para hacer cumplir la orden de expulsión. Daniel Hofer Sr. inicialmente perdió el caso. Hofer también perdió su primera apelación, pero finalmente ganó en una apelación ante la Corte Suprema de Canadá, que revocó la expulsión.[61] [62] El resultado de estos dos casos ha influido fuertemente en el resultado de casos similares en Canadá.

En 2008, algunos miembros de "Los Nueve" demandaron a su antigua colonia en Manitoba por salarios perdidos y lesiones, sin embargo, el caso nunca fue siquiera escuchado en la corte. 
En los Estados Unidos, los jueces han desestimado repetidamente: casos interpuestos contra la colonia por miembros de la misma o exmiembros de la misma. Entre estos casos se incluyen Wollma, et al. v. Poinsett Hutterian Brethren, Inc. (1994), en Dakota del Sur, y Eli Wollman Sr. et al. v. Ayers Ranch Colony (2001) en Montana. En marzo de 2010, algunos de "los Nueve" presentaron un caso contra Forest River Colony en Dakota del Norte, que fue desestimado por un juez, al dictaminar que los tribunales no tenían jurisdicción sobre la materia. 

## Subgrupos
En los últimos 150 años surgieron varios subgrupos de huteritas. Cuando los huteritas migraron a los Estados Unidos en 1874 y durante los años siguientes, hubo una división entre los que se establecieron en colonias y vivían con comunidad de bienes, y los que se establecieron en granjas privadas según las condiciones de la Ley de Asentamientos Rurales de 1862.
Los agricultores de parcelas individuales fueron llamados Prärieleut, mientras que los que se establecieron en las colonias comunales se desarrollaron en tres ramas: Schmiedeleut, Dariusleut y Lehrerleut; en la década de 1990 los Schmiedeleut se dividieron en dos subgrupos.

### Neo-hutteritas
Durante el siglo XX tres grupos se unieron a los huteritas, dos de ellos sólo temporalmente:
- La Colonia Huterita de Owa en Japón: fue una comunidad huterita japonesa fundada en 1972, que no estaba formada por huteritas de ascendencia europea, sino por japoneses étnicos que habían adoptado el mismo modo de vida y eran reconocidos como una colonia oficial da rama Dariusleut. Los habitantes de esta colonia no hablaban ni inglés ni alemán. El 31 de diciembre de 2019, la colonia se disolvió.
- De manera similar, en 1920, fue fundado en Alemania, por Eberhard Arnold, un grupo "neo-hutterita", llamado "Bruderhof".[67] En la década de 1930, arnold forjó vínculos con los huteritas norteamericanos, continuando hasta 1990, cuando el "Bruderhof" fue excomulgado debido a una serie de diferencias religiosas y sociales.[68] Ahora son un grupo internacional con comunidades en varios países, incluida Inglaterra, y son teológicamente bastante similares a los huteritas, aunque son más abiertos a los forasteros.[69] [70]
- La "Granja Comunitaria de los Hermanos", también llamada Juliusleut, es una comunidad cristiana de vida comunitaria en Bright, Ontario, creada bajo el liderazgo de Julius Kubassek (1893-1961). Estuvo en comunión con los huteritas desde sus inicios, en 1939, hasta 1950.

### Nuevas escisiones
A partir de 1999, tres colonias huteritas se separaron de su afiliación original, "Leut", y se independizaron. Para estas tres colonias, la renovación espiritual se convirtió en una preocupación importante. Una de ellas, "Elmendorf", se ramificó dos veces, de modo que ahora hay cinco colonias de ese tipo que cooperan estrechamente, formando así una nueva afiliación de Comunidades Cristianas Huteritas:
- La "Comunidad Cristiana de Fort Pitt Farms" es una comunidad cristiana de origen huterita dariusleut y con muchas tradiciones huteritas, pero totalmente autónoma desde 1999, cuando fue excomulgada de la Iglesia huterita, con lo que aproximadamente un tercio de la gente de la colonia decidió quedarse con los huteritas dariusleut.[71] [72]
- La Comunidad Cristiana de Elmendorf , fundada en 1998, es una comunidad cristiana de tradición huterita, pero está mucho más abierta a los forasteros, los llamados buscadores , que otras comunidades huteritas.[73]

## Población y distribución
| Año  | Población | Variación |
| ---- | --------- | --------- |
| 1980 | 24.326    | -         |
| 1995 | 30.000    | +23,3%    |
| 2018 | 47.500    | +58,3%    |
| 2020 | 53.000    | +11,6%    |

En 1995, la población huterita total de América del Norte era de aproximadamente 30.000 personas.
Aproximadamente el 75% de todos los huteritas residen en Canadá, y el 25% restante vive en los Estados Unidos.

### Canadá
| Provincia    | Población |
| ------------ | --------- |
| Alberta      | 16.935    |
| Manitoba     | 11.275    |
| Saskatchewan | 47.500    |

En 1995 había un total de 285 colonias huteritas en Canadá (138 en Alberta, 93 colonias en Manitoba y 54 en Saskatchewan). En 2011, había 345 colonias huteritas, un aumento del 21 por ciento. El censo de 2016 registró 370 colonias huteritas en Canadá, de las que 175 estaban en Alberta, 110 en Manitoba y 70 en Saskatchewan.
El mismo censo de 2016, que registró 370 colonias huteritas, contabilizó una población huterita total de 35.010 personas (frente a las 32.500 de 2011).

### Estados Unidos
| Estado           | Estimación para 2020 |
| ---------------- | -------------------- |
| Dakota del Sur   | 7.567                |
| Montana          | 5.498                |
| Minnesota        | 976                  |
| Dakota del Norte | 764                  |
| Washington       | 592                  |
| Otros            | 134                  |

En marzo de 2018, había 120 colonias huteritas en los Estados Unidos, de las cuales: 54 colonias en Dakota del Sur, 50 en Montana, nueve en Minnesota y siete en Dakota del Norte. En 2010, un informe del gobierno de Montana publicó una lista específica de colonias y escuelas en ese estado. Las colonias huteritas han existido en las áreas agrícolas rurales del este del Estado de Washington desde mediados del siglo XX.
En 2018, la población aproximada de los huteritas en Estados Unidos era de 11.000 personas. 
En 2020, el censo de religión de Estados Unidos contabilizó 15 531 huteritas (en 145 congregaciones), de los cuales: 9041 del grupo Schmiedeleut (77 congregaciones), 4754 del Lehrerleut (43 congregaciones), 1.409 del Dariusleut (22 congregaciones) y 327 en otros grupos (3 congr.).

### Colonias
Ubicación y número de las 483 colonias huteritas del mundo a mediados de 2004:
- Canadá (347)
  - Dariusleut (142): Alberta (109); Saskatchewan (31); Columbia Británica (2);
  - Schmiedeleut (105): Manitoba (105);
  - Lehrerleut (99): Alberta (69); Saskatchewan (30).

- Estados Unidos (134)
  - Schmiedeleut (69): Dakota del Sur (53); Minnesota (9); Dakota del Norte (7);
  - Schmiedeleut (44): Montana (44);
  - Dariusleut (21): Montana (15); Washington (5); Oregón (1);

- Japón (1): Dariusleut (1): Colonia Hutterita de Owa

En 2021, existen 572 colonias huteritas.

### Crecimiento
La elevadísima tasa de natalidad entre los huteritas ha disminuido drásticamente desde 1950, ya que ha pasado de unos diez hijos por familia en 1954 a unos cinco en 2010.
Las tasas de fertilidad huteritas siguen siendo relativamente altas en comparación con la población general de América del Norte, pero relativamente bajas en comparación con otros grupos anabaptistas tradicionales como los Amish o los menonitas del Viejo Orden. Aunque las mujeres huteritas tradicionalmente se casaban alrededor de los 20 o 21 años, los matrimonios en el siglo XXI muy a menudo se retrasan hasta finales de los 20. Mientras que las mujeres huteritas tradicionalmente tenían hijos hasta mediados de los 40, hoy la mayoría de las mujeres huteritas tienen su último hijo alrededor de los 35 años.
| Año  | Huteritas | Población de Dakota del Sur |
| ---- | --------- | --------------------------- |
| 1950 | 45,9      | 23,4                        |
| 1970 | 43,0      | 14,7                        |
| 1990 | 35,2      | 12,1                        |

| Año  | Huteritas |
| ---- | --------- |
| 1940 | 10,57     |
| 1950 | 9,83      |
| 1970 | 7,22      |
| 1980 | 6,29      |
| 1990 | 4,63      |

## Representación en los medios
- 49th Parallel, una película inglesa de 1941, tiene un segmento que tiene lugar en una comunidad huterita en Manitoba, Canadá;
- "Los huteritas"[84] es un documental filmado por Colin Law en 1964 con la siguiente sinopsis: "Los seguidores del líder religioso Jakob Hutter viven en comunidades agrícolas, apegándose devotamente a las reglas que su fundador estableció hace cuatro siglos. Gracias a la generosidad de una colonia huterita de Alberta, esta película, en blanco y negro, se realizó dentro de la comunidad y muestra todos los aspectos de la vida diaria de los huteritas";
- En el episodio de Kung fu (serie de televisión) "The Hoots" (13 de diciembre de 1973), los pastores de ovejas miembros de una secta religiosa huterita no ofrecen resistencia a la persecución por parte de ganaderos fanáticos hasta que aprenden de "Kwai Chang Caine" que, como el camaleón, pueden cambiar y, sin embargo, seguir siendo los mismos en el suroeste de Estados Unidos;
- En la temporada 1, episodio 9 de la serie de televisión "Movin' On", "Hoots" (21 de noviembre de 1974), los camioneros gitanos Sonny Pruitt (Claude Akins) y Will Chandler (Frank Converse) hacen una entrega a una colonia huterita y pronto se ven envueltos en un conflicto violento entre los pacifistas y los granjeros rivales que están enojados porque la colonia los supera en competencia;
- En la película Holy Matrimony de 1994, dirigida por Leonard Nimoy, Havana (Patricia Arquette) huye de la ley y se esconde en una comunidad huterita en Alberta, Canadá, liderada por Wilhelm (Armin Mueller-Stahl);
- El 29 de mayo de 2012, el primer episodio de "American Colony: Meet the Hutterites" se emitió en el National Geographic Channel. Filmado principalmente en King Ranch Colony cerca de Lewistown, Montana, con Jeff Collins como productor ejecutivo, la colonia recibió $ 100,000 por el permiso para producir un documental de la vida huterita. Inmediatamente después de la primera emisión, muchos huteritas comenzaron a quejarse de que el programa no representaba una imagen real de la vida típica de la colonia y terminó siendo un reality show o una "telenovela" en lugar de un documental.[85] [86] Algunos del elenco huterita dijeron más tarde que algunas de las escenas estaban guionadas y que no sabían cómo la versión final retrataría a los huteritas. Jeff Collins declaró que cree que los miembros de King Colony fueron obligados a escribir retractaciones, bajo amenaza de excomunión por parte de los líderes huteritas. Los líderes de la colonia King Ranch escribieron una carta a la National Geographic Society pidiendo una disculpa y que se suspendiera el programa, citando una representación falsa de los huteritas y un "incumplimiento de contrato y difamación de nuestra vida y nuestro carácter" como la razón.[87]
- En 2013, se transmitió en BBC2: "Cómo llegar al cielo con los huteritas", que analizó las vidas de las personas dentro de uan comunidad huteritas;[88]
- "El valle de todas las utopías" (2012), dirigido por Thomas Risch, es un documental sobre una colonia huterita en Saskatchewan;
- Los huteritas aparecieron en la serie de televisión Heartland, de la CBC Television, en la temporada 8, episodio 7, "Walk a Mile" (2014);[89]
- Los huteritas también suelen aparecer representados en el sitio web satírico "The Daily Bonnet", junto con los menonitas, los amish y otros grupos anabaptistas.[90]

## Literatura

### Libros académicos
- John A. Hostetler: Hutterite Society, Baltimore 1974.
- John Hofer: The History of the Hutterites, Altona, Manitoba 1982.
- Karl Peter: The Dynamics of Hutterite Society, Edmonton, Alberta 1987.
- Rod Janzen y Max Stanton: The Hutterites in North America, Baltimore 2010.
- John Lehr y Yosef Kats: Inside the Ark: The Hutterites in Canada and the United States, Regina 2012.
- Donald B. Kraybill: On the Backroad to Heaven: Old Order Hutterites, Mennonites, Amish, and Brethren, (coautor: Carl Bowman), Baltimore 2001.
- Rod A. Janzen: The Prairie People: Forgotten Anabaptists, Hanover, NH, 1999.

### Experiencias personales
- Michael Holzach: The Forgotten People: A Year Among the Hutterites, Sioux Falls 1993 (Alemán: Das vergessene Volk: Ein Jahr bei den deutschen Hutterern in Kanada, Múnich 1982).
- Lisa Marie Stahl: My Hutterite Life, Helena, MT 2003.
- Mary-Ann Kirkby: I Am Hutterite, Altona, Manitoba 2008.